# Uwe Manthe
Uwe Manthe (* 14. Juni 1964 in Mainz) ist ein deutscher Physiker und Chemiker. Seit 2004 ist Manthe Professor für Theoretische Chemie an der Fakultät für Chemie der Universität Bielefeld. Er ist einer der Hauptentwickler der zeitabhängigen Multi-Konfigurations Hartree Methode (MCTDH). Sein Forschungsschwerpunkt ist die quantendynamische Beschreibung chemischer Reaktionen auf der Basis der Flusskorrelationsfunktionen.

## Leben
Von 1983 bis 1988 studierte Manthe Chemie an der Universität Mainz und von 1988 bis 1992 Theoretische Chemie an der Universität Heidelberg. 1991 schrieb er bei Lorenz S. Cederbaum seine Dissertation über Mehrdimensionale Wellenpaketdynamik nach elektronischen Anregungen.
Von 1992 bis 1993 war er Postdoc an der UC Berkeley mit William H. Miller. Ab 1993 studierte Manthe Physik an der Universität Freiburg im Breisgau, wo er sich 1997 habilitierte und bis 1999 an der Fakultät für Physik tätig war. Von 1999 bis 2003 hatte Manthe ein Heisenberg-Stipendium an der TU München. Seit 2004 hat er eine C4-Professur für Theoretische Chemie an der Universität Bielefeld inne.

## Auszeichnungen
- 1999: Gerhard-Hess-Preis
- 2001: Hellmann-Preis der AG Theoretische Chemie[2]

## Schriften
- mit H.-D. Meyer, L. S. Cederbaum: The multi-configurational time-dependent Hartree approach. In: Chemical Physics Letters. Band 165, Nr. 1, 5. Januar 1990, S. 73–78, doi:10.1016/0009-2614(90)87014-I.
- mit H.-D. Meyer, L. S. Cederbaum: Wave‐packet dynamics within the multiconfiguration Hartree framework: General aspects and application to NOCl. In: The Journal of Chemical Physics. Band 97, Nr. 5, September 1992, S. 3199–3213, doi:10.1063/1.463007.